# Lecompte
Lecompte é uma cidade  localizada no estado americano de Luisiana, na Paróquia de Rapides.

## Demografia
Segundo o censo americano de 2000, a sua população era de 1366 habitantes.
Em 2006, foi estimada uma população de 1348, um decréscimo de 18 (-1.3%).

## Geografia
De acordo com o United States Census Bureau tem uma área de
2,6 km², dos quais 2,6 km² cobertos por terra e 0,0 km² cobertos por água. Lecompte localiza-se a aproximadamente 22 m acima do nível do mar.

## Localidades na vizinhança
O diagrama seguinte representa as localidades num raio de 24 km ao redor de Lecompte.